# Legge di soppressione delle case religiose (1539)
La legge sulla soppressione delle case religiose del 1539, a volte indicata come Secondo atto di soppressione o come Legge per la dissoluzione dei monasteri maggiori,  fu una legge del Parlamento inglese.
Essa stabilì lo scioglimento di 552 monasteri e case religiose rimasti dopo la legge del 1535 sulla soppressione delle case religiose minori, arrivando così a completare la confisca dei beni della Chiesa di Roma in Inghilterra voluta dal re Enrico VIII.
L'intera legge, ad eccezione della sezione 19, fu abrogata dalla legge di abrogazione degli statuti del 1969. L'unica sezione rimasta fu cancellata trent'anni dopo, dalla  legge di abrogazione degli statuti del 1989.